# 笛子
笛子（てきし、拼音: dízi ディーズー）、また竹笛（たけふえ、ズゥーディー）とは、中国発祥の吹奏楽器である。
笛子は中国の民謡、伝統劇、民族楽団、交響楽団、現代音楽などで使用され、南方の「曲笛」と北方の「梆笛」に大きく分けられている。笛子は基本的には「竹」のみで作られ、主に苦竹や紫竹が使われているが、高級品には湘妃竹や檀木、翡翠などの素材も使われるようになった。閩南語では竹笛のことを「品仔」や「品蕭」と呼ぶ。
最も古い笛は賈湖文化遺跡から出土した「7つの孔を持つ骨製の笛子」であり、約7000年前のものであった。

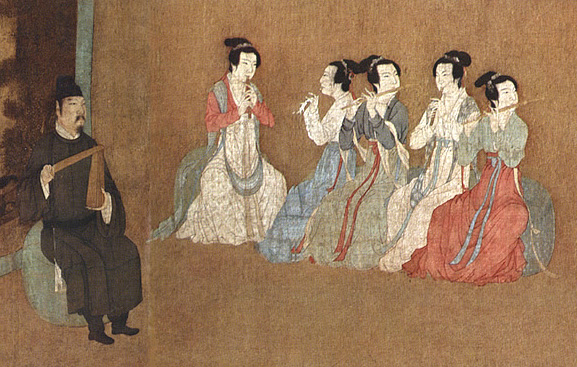
『韓熙載夜宴図』の一部
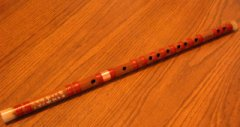
F調の梆笛
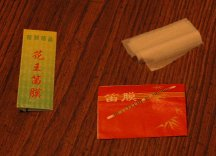
笛の膜
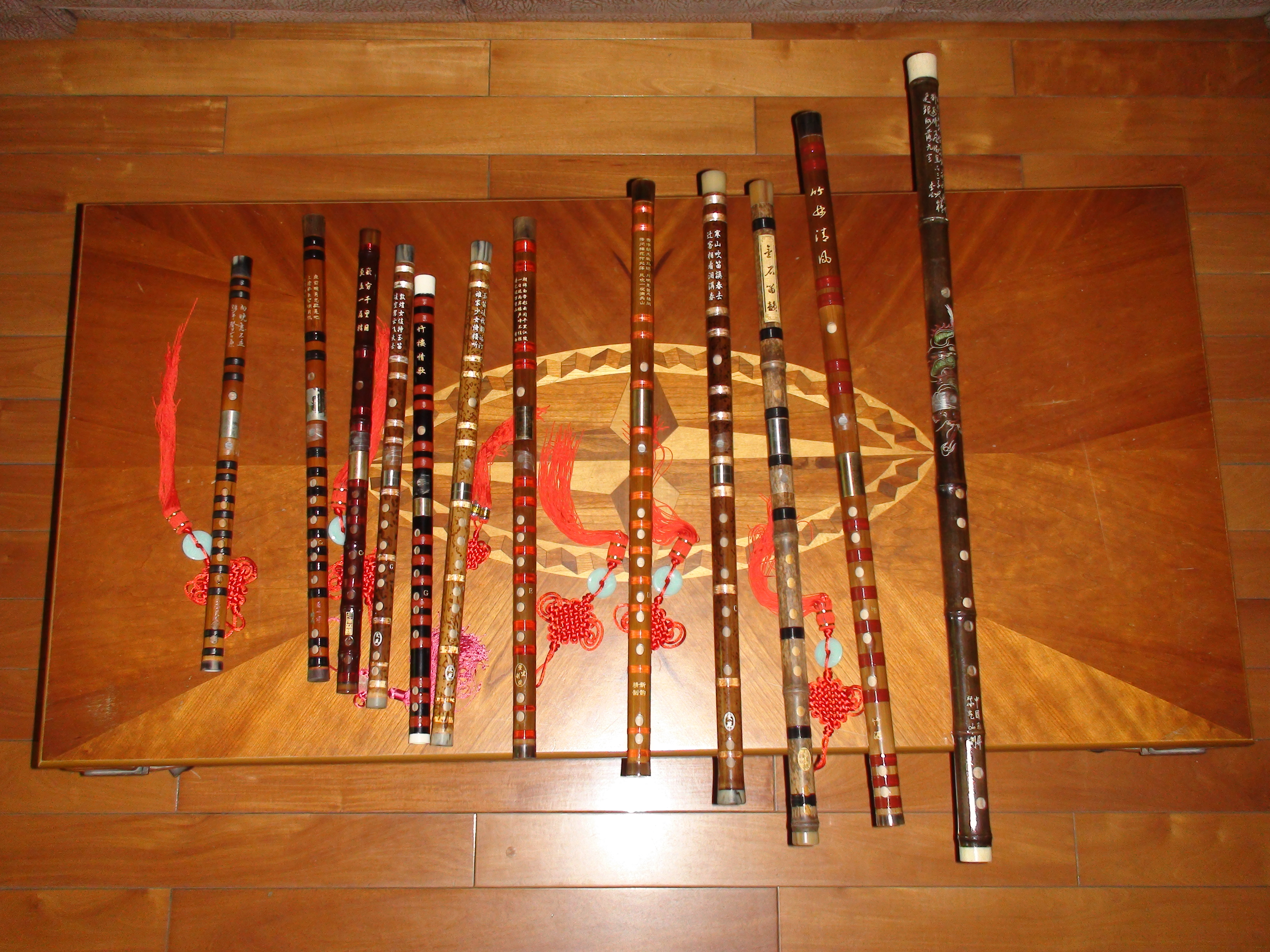
異なる調やサイズの笛
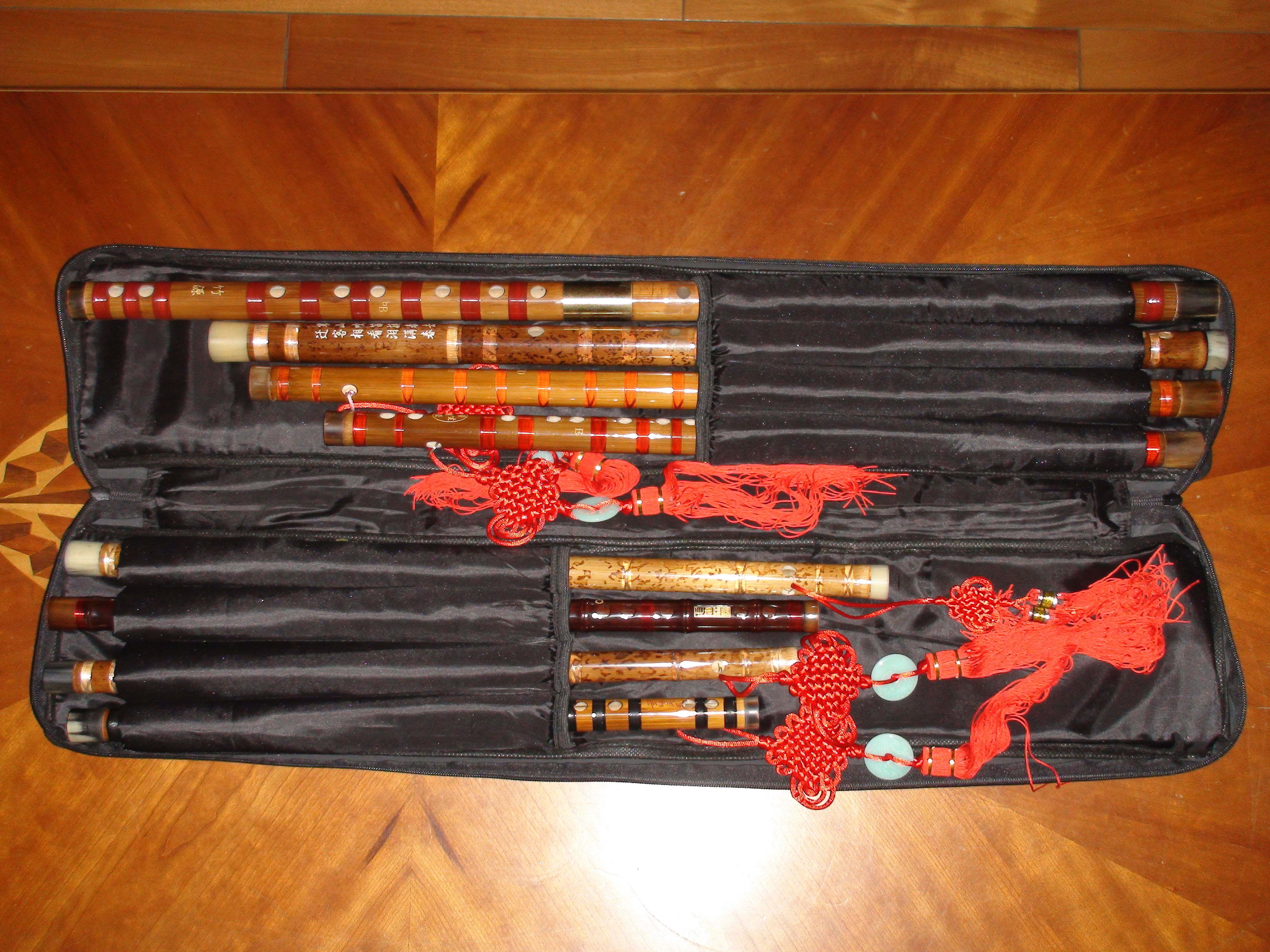
一束の笛